# 호연찬

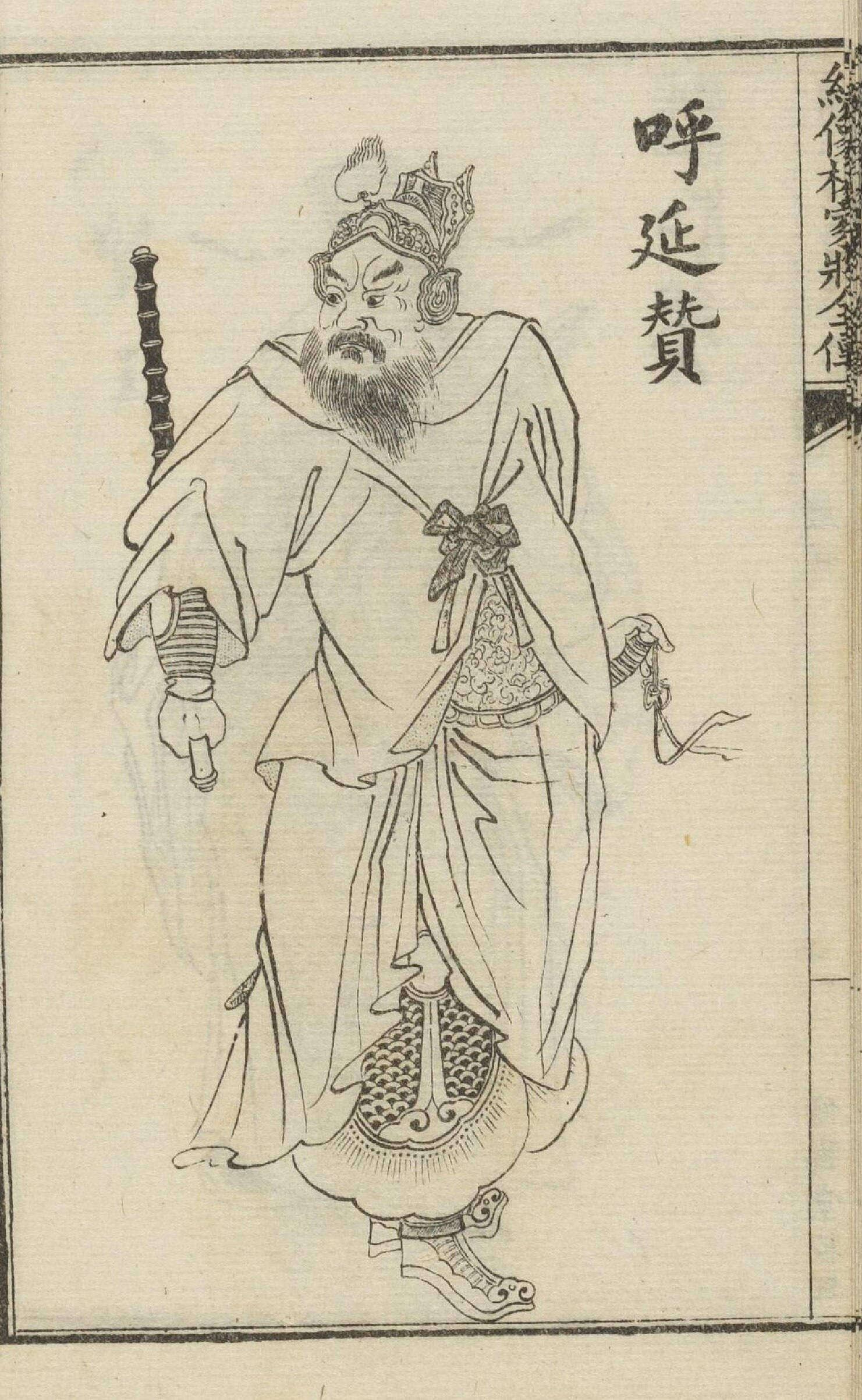
호연찬

호연찬(呼延贊, ? ~ 1000년)은 중국의 송나라 초기의 무장이다. 병주(幷州) 태원(太原)의 군인 가문에서 태어났으며, 후촉과 북한 정벌에 참가해 크게 활약하는 등 송나라 건국에 이바지하였다. 송나라 건국 이후에는 자신의 몸에 '적심살적(赤心殺賊)'이라는 문신을 새기는 등 송 태종을 설득해 992년부터 북부 지방에서 거란이 건국한 요나라의 공격을 수비하는 역할을 맡았으며, 송 태종 사후인 997년 관직에서 물러난 뒤 1000년 세상을 떠났다.
편(鞭)을 능숙하게 사용하는 것으로 알려져있으며, 《수호전》에 등장하는 인물인 호연작(呼延灼)이 호연찬의 후손이다.